# 訃報 2003年11月
訃報 2003年11月（ふほう 2003ねん11がつ）では、2003年（平成15年）11月中に物故した、又は物故が報じられた人物についてまとめる。

## （1日 - 15日）

ジョージ川口／11月1日没

- 11月1日 - ジョージ川口、ジャズドラマー（* 1927年）
- 11月1日 - 吉田治美、フリーアナウンサー、ローカルタレント（* 1950年）
- 11月1日 - 清水敏孝、俳優、声優（* 1968年）
- 11月4日 - 大沢紀三男、プロ野球選手（* 1926年）
- 11月9日 - 井口小夜子、歌手（* 1914年）
- 11月10日 - マリオ・メルツ、彫刻家
- 11月11日 - 嶋俊介、俳優・声優（* 1932年）[1]
- 11月12日 - 牧野良二、作曲家・音楽教諭（* 1936年）
- 11月13日 - 川手ミトヨ、国内最高齢女性（* 1889年）
- 11月14日 - エルンスト・ボーデンゾーン、作曲家・フルーティスト（* 1914年）

## （16日 - 30日）

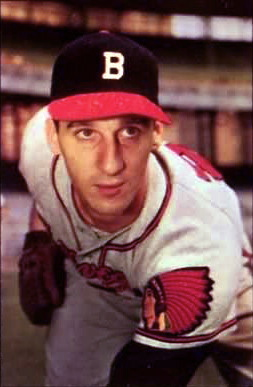
ウォーレン・スパーン／11月24日没

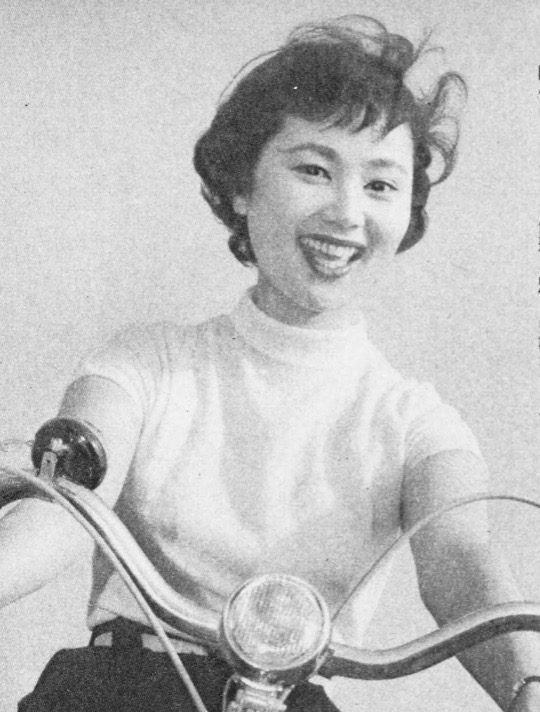
団令子／11月24日没

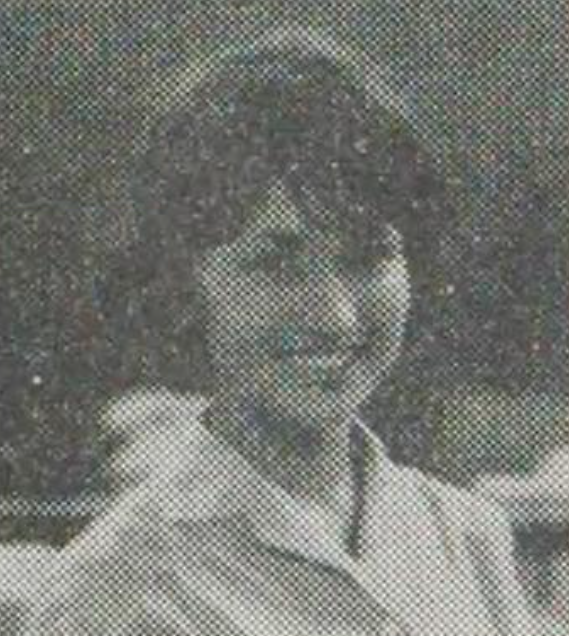
小林千登勢／11月26日没

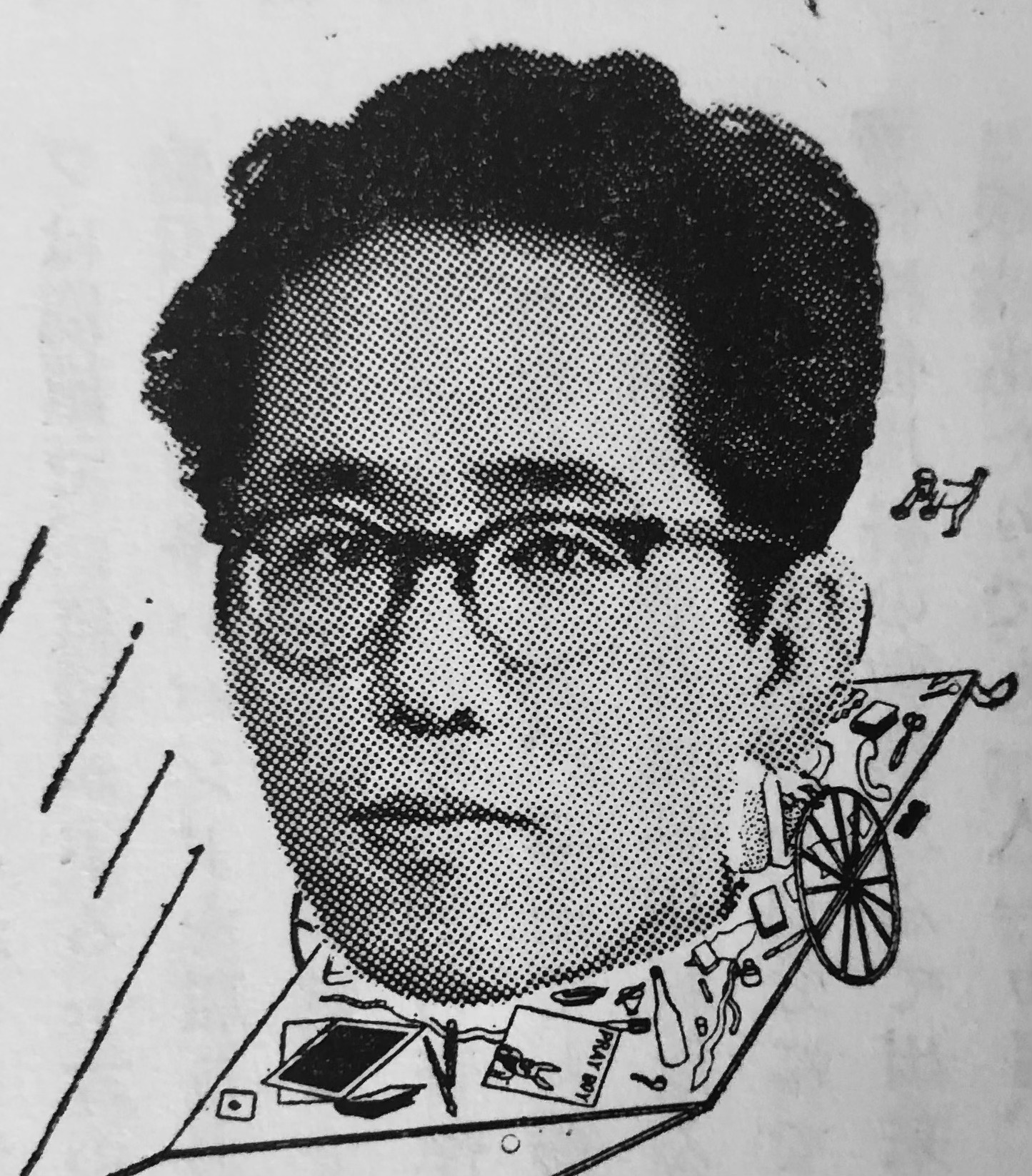
都筑道夫／11月27日没

- 11月17日 - 江見俊太郎、俳優・日本俳優連合副理事長・芸団協常任理事・芸術文化振興連絡会議議長・東京芸能人国民健康保険組合理事長（* 1923年）
- 11月19日 - 瀧安治、元プロ野球選手（* 1941年）
- 11月21日 - 市川靖子、女優（* 1941年）
- 11月24日 - ウォーレン・スパーン、メジャーリーガー（* 1921年）
- 11月24日 - 団令子、元女優（* 1935年）[2]
- 11月26日 - 小林千登勢、女優（* 1937年）[3]
- 11月27日 - 新井正明、実業家（* 1912年）
- 11月27日 - 都筑道夫、推理作家（* 1929年）
- 11月27日 - 相川浩、キャスター（* 1933年）
- 11月29日 - 奥克彦、外交官、在イギリス日本国大使館参事官（同日付けで二階級特進、大使の称号授与）（* 1958年）
- 11月29日 - 井ノ上正盛、外交官、在イラク日本国大使館三等書記官、（同日付けで一等書記官に二階級特進）（* 1973年）